# 马恩河畔埃唐普
马恩河畔埃唐普（法語：Étampes-sur-Marne，法語發音：[etɑ̃p syʁ maʁn]）是法国上法蘭西大區埃纳省的一个市镇，属于蒂耶里堡区。

## 地理
马恩河畔埃唐普（49°2'3"N, 3°25'9"E）面积2.24 平方千米，位于法国上法蘭西大區埃纳省，该省份为法国北部内陆省份，北起北部省，西接索姆省和瓦兹省，东临阿登省和马恩省，西南至塞纳-马恩省，东北部与比利时接壤。
与马恩河畔埃唐普接壤的市镇（或旧市镇、城区）包括：蒂耶里堡、谢里、内勒拉蒙塔涅、诺让泰勒。

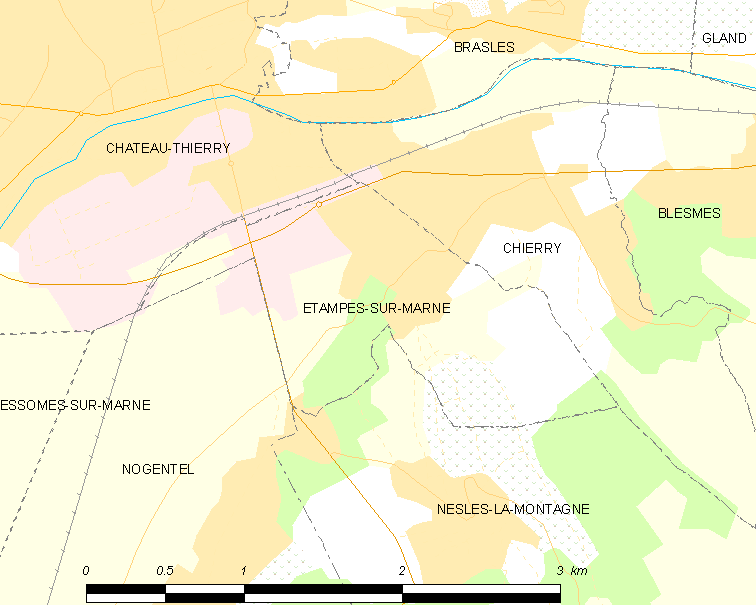
马恩河畔埃唐普的OSM定位图

马恩河畔埃唐普的时区为UTC+01:00、UTC+02:00（夏令时）。

## 行政
马恩河畔埃唐普的邮政编码为02400，INSEE市镇编码为02292。

## 政治
马恩河畔埃唐普所属的省级选区为蒂耶里堡县。

## 人口

1962-2008年间马恩河畔埃唐普人口变化图示

马恩河畔埃唐普于2022年1月1日时的人口数量为1331人。